# Мансийский язык
Манси́йский язы́к (мāньси лāтыӈ; устаревшее — вогу́льский) — язык народа манси, вместе с хантыйским входящий в группу обско-угорских языков в составе угорской подветви финно-угорских языков. Носители этого языка живут отдельными небольшими группами в северо-западной части Сибири по левобережью реки Оби и её притокам в пределах Ханты-Мансийского, а также частично Ямало-Ненецкого автономных округов.
Мансийские поселения — либо связанные между собой путями сообщения, либо изолированные друг от друга — разбросаны по берегам мелких и крупных рек. В связи с территориальной разобщённостью носителей мансийского языка, в нём выделяется несколько заметно различающихся диалектов.
В 1989 году среди народа манси доля лиц, владеющих (по самооценке) мансийским языком как родным, составляла 37,1 %. Русский язык считали родным уже 62 % манси; менее 1 % манси назвали родными сибирско-татарский, коми, хантыйский, ненецкий языки. В 2010 г. 8 % манси владели мансийским, родным языком его назвали 15 %. Согласно переписи 2020 года, родным языком мансийский назвали 2229 человек; все они являются носителями северных диалектов и говоров, в то время как остальные в настоящее время мертвы.
Мансийский язык является предметом изучения в начальной школе. С 1989 года на нём издаётся газета «Лӯимā сэ̄рипос». До этого материалы на мансийском языке выходили в преимущественно хантоязычной газете «Ленин пант хуват».
Это агглютинативный язык без грамматического рода, имеющий три числа, шесть падежей и суффиксы принадлежности. Порядок слов — SOV. В лексике отмечается значительное влияние русского языка. Согласно исследователям, из всех уральских языков мансийский ближе всех остальных венгерскому: сходства между ними обнаруживаются в лексике, грамматике и фонетике (в частности, мансийский язык сохранил долгие гласные).

## О названии
Эндоэтноним (самоназвание) манси означает «человек» и восходит к прафинно-угорскому слову *mańćɜ «мужчина, человек». Говоря о себе, манси обычно к самоназванию прибавляют название области, откуда они родом.
Этноним «манси» получил распространение в советское время. До 1920—1930-х годов манси назывались по-русски словом вогу́лы, которое происходит из хант. u̯oɣaĺ, u̯oɣat́. Это название до сих пор иногда употребляется в других языках (нем. Wogul, wogulisch).

## Диалекты
Выделяется 4 диалектные группы мансийского языка (все, кроме северной, в настоящее время мертвы):
- северная (по рекам Северная Сосьва, Ляпин и Верхняя Лозьва; в северном диалекте насчитывается приблизительно 6 говоров, различия между которыми, в основном, заключаются в фонетике[14]);
- восточная (по Конде) †[15];
- западная (Средняя и Нижняя Лозьва, Вагиль, Пелым) †;
- южная (по Тавде) †[16].

Ввиду большой территориальной разобщённости различия между диалектами довольно сильны. Особенно сильны фонетические различия, расхождения же в морфологии менее значительны. Имеются и некоторые лексические различия — так, в северных диалектах имеется лексика, связанная с оленеводством, заимствованная из ненецкого языка. В лексике восточных манси имеются татарские заимствования. Взаимопонимание между сосьвинскими и кондинскими манси сильно затруднено либо вовсе исключено. В основу литературного языка положен сосьвинский диалект.
Восточная общность диалектов вымерла в 2018 году, когда скончался последний носитель Максим Шивторов. Южная общность считается вымершей с 1960-х годов.
Из-за существовавших в прошлом диалектных различий некоторые слова современного литературного мансийского языка могут писаться и произноситься по-разному, что допустимо: таг / тов «ветвь», талих / толих «остриё» и т. п.

## Письменность
После нескольких попыток, предпринятых в середине XIX — начале XX вв., в 1931 была создана письменность мансийского языка на основе латиницы, в 1938 переведённая на кириллицу. В 1980 была осуществлена реформа письменности — в частности, был введён макрон для обозначения долготы гласных.
Современный мансийский алфавит:
| А а | А̄ а̄ | Б б | В в | Г г | Д д | Е е | Е̄ е̄ | Ё ё | Ё̄ ё̄ | Ж ж |
| З з | И и | Ӣ ӣ | Й й | К к | Л л | М м | Н н | Ӈ ӈ | О о | О̄ о̄ |
| П п | Р р | С с | Т т | У у | Ӯ ӯ | Ф ф | Х х | Ц ц | Ч ч | Ш ш |
| Щ щ | Ъ ъ | Ы ы | Ы̄ ы̄ | Ь ь | Э э | Э̄ э̄ | Ю ю | Ю̄ ю̄ | Я я | Я̄ я̄ |

## Лингвистическая характеристика

### Фонетика и фонология
В мансийской фонетике имеется 12 гласных и 17 согласных звуков (северные диалекты). Различаются долгие и краткие гласные, а также твёрдые и мягкие согласные.
Почти полностью отсутствуют звонкие согласные, что отличает мансийский язык от венгерского. Имеются согласные звуки, отсутствующие в русском языке: заднеязычный звук ӈ, щелевой г и мягкий щелевой с’.

#### Гласные
Твёрдость предшествующих звуку [i] согласных обозначается буквой ы, то есть после твёрдых согласных пишется ы, но читается [i]. Буква я в середине слова означает мягкость предыдущего согласного, а не йотированность: лятги [lʲatɣi] «трещит»; то же самое в случае с буквами ё и ю: лёпги [lʲopɣi] «шепчет».
Гласные могут редуцироваться, становясь шва /ə/ в безударном слоге или выпадая: со̄рыг «живот» — со̄ргум «мой живот».
|                | Неогубленные  | Огубленные    |
| -------------- | ------------- | ------------- |
| Верхний подъём | /i/ и/ы       | /u/, /uː/ у/ю |
| Средний подъём | /eː/ э/е      | /o/, /oː/ о/ё |
| Нижний подъём  | /a/, /aː/ а/я |               |

#### Согласные
|             | Губные | Альвеолярные | (Альвеолярно-) Палатальные | Постальвеолярные | Заднеязычные    | Заднеязычные    |
| Простые     | Губные | Альвеолярные | (Альвеолярно-) Палатальные | Постальвеолярные | Лабиализованные |                 |
| ----------- | ------ | ------------ | -------------------------- | ---------------- | --------------- | --------------- |
| Носовые     | /m/ м  | /n/ н        | /nʲ/ нь                    |                  | /ŋ/ ӈ           | /ŋʷ/ ӈв         |
| Взрывные    | /p/ п  | /t/ т        | /tʲ/ ть                    |                  | /k/ к           | /kʷ/ кв         |
| Аффрикаты   |        |              | /tsʲ/ ~ /sʲ/ ~ /ɕ/ сь      |                  |                 |                 |
| Фрикативные |        | /s/ с        | /tsʲ/ ~ /sʲ/ ~ /ɕ/ сь      | /ʃ/ ш            | /x/ /ɣ/ х г     | /xʷ/ *ɣʷ хв (в) |
| Полугласные |        |              | /j/ й                      |                  |                 | /w/ ў, в        |
| Боковые     |        | /l/ л        | /lʲ/ ль                    |                  |                 |                 |
| Ротические  |        | /r/ р        |                            |                  |                 |                 |

Согласные /sʲ/ и /ɕ/ являются аллофонами.
Мягкость согласных бывает смыслоразличительной: ма̄н «мы» — ма̄нь «маленький». Противопоставление согласных по глухости—звонкости отсутствует.
Согласные б, д, ж, з, ф, ц, ш, щ, ч встречаются лишь в заимствованиях из русского языка. Эти звуки могут заменяться при переходе в мансийский язык: например, ч заменяется на с (русское «чай» становится ся̄й).

#### Ударение
Основное ударение всегда падает на первый слог; кроме того, все последующие нечётные слоги выделяются второстепенным ударением. Долгота гласных от ударения не зависит.

#### Морфонология
В мансийском языке может происходить регрессивное уподобление согласных: например, хансуӈкве «писать» — хассум «я писал», о̄ньсюӈкве «иметь» — о̄cьсилтаӈкве «просить содержать кого-то» (н уподобляется последующему с).
Звук ӈ перед х выпадает, если эти два согласных завершают слово (лё̄х (от лё̄ӈх) «дорога» — лё̄ӈхум «моя дорога») и если к основе слова с конечными согласными -ӈх присоединяется суффикс, состоящий из одного согласного или начинающийся с согласного (ро̄ӈх-и «кричит» — ро̄хсуй «крик»).
При спряжении и словообразовании гласные могут чередоваться: лыӈкве «бросать» — лаен «брось», но̄х «наверх» — нумын «наверху».

### Морфология
Мансийский язык, как и другие финно-угорские, относится к агглютинативным языкам суффиксального типа, приставки имеются только у глаголов. Существительные изменяются по числам (единственное, множественное и двойственное), падежам (6 падежей) и принадлежности (9 форм). Нет категории грамматического рода. В словообразовании развито словосложение.
Среди частей речи выделяется существительное, прилагательное, числительное, местоимение, глагол, наречие, послелог, частица, союз и междометие.
Имена прилагательные в мансийском языке не изменяются ни по числам, ни по падежам. Использование мансийских причастий и деепричастий отличается от использования русских.

#### Существительное

##### Число
В мансийском языке три числа существительного: единственное, двойственное и множественное.
Двойственное число образуется путём добавления суффиксов -г (если слово заканчивается гласными -а, -е и -э), -ыг (если слово заканчивается твёрдым согласным) и -иг (если слово заканчивается на -и, -ы или мягкий согласный): э̄ква «женщина» — э̄кваг «две женщины», па̄выл «деревня» — па̄влыг «две деревни». Если слово заканчивается на -й, то этот полугласный сливается с -и: касай «нож» — касаиг «ножи». Формы двойственного числа употребляемы в значении единственного, когда имеется в виду, что они связаны между собой узами родства или общностью положения: Э̄кваг о̄йкаг о̄лсыг «Жили женщина и мужчина (старуха и старик)».
Множественное число образуется с помощью суффиксов -т (если слово заканчивается на гласный), -ыт, -ит: нэ̄ «женщина» — нэ̄т «женщины», ӯс «город» — ӯсыт «города», а̄кань «кукла» — а̄канит «куклы».

##### Падеж
В мансийском языке шесть падежей: основной (соответствует именительному, винительному и дательному), направительный, местный, исходный, творительный и превратительный. Падежные показатели стоят после притяжательных суффиксов.
1. Основной падеж означает подлежащее, прямое дополнение либо то, кому что-то принадлежит (во всех этих случаях у существительного не будет особого показателя): нэ̄ ня̄врам оньси «у женщины есть ребёнок (женщина имеет ребёнка)», нэ̄ мансут хорамыӈ «платье женщины красивое»[39].
2. Направительным падеж означает то, по направлению к чему совершается движение или действие (вопросы «кому? куда?»). Имеет показатели -н (если слово заканчивается на гласный или один согласный) и -ын (если слово заканчивается на два неделимых согласных): нэ̄н женщине, колала «крыша» — колалан «на крышу», тумп «остров» — тумпын «на остров»[40].
3. Местный падеж означает место, где что-то находится или совершается действие. Имеет показатели -т, -ыт: тумпыт «на острове»[41].
4. Исходный падеж означает место или лицо как исходную точку движения или действия (вопросы «откуда? от кого?»). Имеет показатель -ныл: тумпныл «с острова»[42].
5. Творительный падеж означает то, совместно с чем производится действие. Имеет показатели -л (если слово кончается на гласный звук), -ыл (твёрдые согласные), -ил (мягкие согласные): писаль «ружьё» — писалил «ружьём»[43].
6. Превратительный падеж означает переход существительного из одного состояния в другое или его нахождение в определённом состоянии. Имеет показатели -г, -ыг, -иг: Ма̄н ся̄нюв ломтын нэ̄г ла̄ва̄ве «Нашу мать называют умной женщиной», ся̄рысь «море»— ся̄рсиг «(стал) морем»[44].

##### Принадлежность
Принадлежность предмета к тому или иному лицу выражается с помощью лично-притяжательных суффиксов: ха̄п («лодка») — ха̄пум («моя лодка»); са̄грап («топор») — са̄грапын («твой топор»); у этих суффиксов различаются все три числа. Перед существительным при этом может ставиться личное местоимение: ва̄рмале или тав ва̄рмале «его дело».

#### Числительное
Числительные на мансийском и венгерском языках от 1 до 10:
- 1 — аква (акв) / egy
- 2 — китыг (кит) / kettő (két)
- 3 — хӯрум / három
- 4 — нила / négy
- 5 — ат / öt
- 6 — хōт / hat
- 7 — сāт / hét (в этом слове мансийскому [s] соответствует венгерский [h])
- 8 — нёлолов / nyolc
- 9 — онтолов / kilenc
- 10 — лов / tíz

### Синтаксис
Порядок слов мансийского языка — SOV (подлежащее—дополнение—сказуемое).

### Лексика
Лексика мансийского языка отличается довольно большим количеством понятий, связанных с охотой, оленеводством, рыбным промыслом (основные традиционные занятия манси), обозначения водоёмов и природных мест. Так, используется около семи понятий для обозначения разных видов болот. В то же время в языке в значительной степени отсутствует собственная общественно-политическая лексика. Для обозначения таких понятий, появившихся в жизни манси в XX веке, создавались новые слова на основе мансийских корней: пусмалтан кол («больница»), пусмалтан хум («врач») и др.
Многие мансийские слова многозначны: так, слово та̄ври может означать «порошок, опилки, крошки», слово хал — «щель, расстояние, промежуток, перерыв», сартуӈкве — «мазать, тереть, пилить» и т. п.

#### Словообразование
В мансийском языке для создания новых слов широко используется словосложение: ка̄тпатта «ладонь» («рука + дно»), самтер «очки» («глаз + железо»), янгуй «лось» («большой + зверь»).
Часто используется суффиксация, как например суффикс для образования глаголов -ӈкве. Распространено использование глагольных приставок.
В качестве относительных прилагательных могут выступать имена существительные: туи павыл («летние юрты»; туи «лето»); нэ̄ маснут («женская одежда»; нэ̄ «женщина»).

#### Заимствования
Широкий ряд слов был заимствован из русского языка в мансийский: «власть, организация, конституция, школа, журнал, тетрадь, книга, продавец, лётчик, вездеход» и др. Были заимствованы также такие союзы, как «что» и «потому что». Усиленное заимствование слов из русского языка и его влияние идёт с 1930-х годов в связи с вовлечением манси в современную жизнь и обрывом их традиционного уклада жизни. Так как мансийские дети в настоящее время учатся в одних школах с русскоязычными, влияние русской речи на их язык очень велико: русские слова перенимаются почти без изменений; отмечается значительное влияние русского языка и в речи пожилых носителей.
Есть также заимствования из других языков: например, слова сӯр «пиво» и ня̄нь «хлеб» пришли из языка коми, так как манси много взаимодействовали с коми. У ненцев они переняли некоторые понятия оленеводства, как например сурты «годовалый олень».
Слово «мамонт», по одному из предположений, происходит от мансийского манг онт — «земляной рог». Через посредство русского это слово попало в большинство языков мира (англ. mammoth, хинди मैमथ, араб. ماموت‎, кит. 猛犸).

## История изучения
Подробное исследование мансийского языка было начато в середине XIX в. Первым языковедом, побывавшим среди манси в 1843—1844 гг., был венгерский учёный А. Регули, собравший очень ценный фольклорный материал и исследовавший лозьвинский, пелымский и северный диалекты мансийского языка. Он побывал почти во всех тогдашних поселениях манси. После смерти Регули часть собранных сведений была обнародована П. Хунфальви. Этот же учёный составил грамматику мансийского языка (кондинский диалект) на основе перевода Библии Г. Попова. Немногим позже, в 1858—1859 и в 1877 гг., у манси побывал финский учёный А. Альквист, также собравший ценные сведения и записавший образцы речи. Бо́льшая часть того, что удалось записать, было на кондинском диалекте. Собранные сведения были обнародованы после смерти учёного его последователями.
В 1888—1889 гг. к манси совершил поездку венгерский учёный Б. Мункачи, собравший материалы по всем диалектам, переведший на венгерский язык ряд текстов А. Регули и издавший их. Кроме того, Мункачи издал четыре тома со сведениями о фольклоре манси, содержащих образцы речи на разных диалектах мансийского языка и очерки его морфологии. Ему помогал академик Б. Кальман, занимавшийся составлением пособий для венгерских обучающихся, желающих изучать мансийский язык.
В 1901—1906 гг. среди манси жил финский учёный А. Каннисто, издавший ряд работ по фонетике, грамматике и лексике мансийского языка. Неизданные работы Каннисто были изданы впоследствии финским учёным М. Лиимолой, который, кроме того, составил ряд статей по этимологии и грамматике мансийского языка. Он же издал часть статей, касающихся происхождения слов мансийского языка, а также работу, касающуюся его исторической морфологии.
Начиная с 1950-х годов изучению мансийского языка много внимания уделяли венгерские учёные. Так, Я. Гуя занимался изучением архивных рукописей мансийского языка; Л. Хонти издал несколько монографий по мансийскому и хантыйскому языкам, касающихся их исторической фонетики; стоит также отметить таких учёных, как Э. Лавота. Э. Шал и К. Редеи. В 1952—1954 гг. у манси побывал Д. Лако и впоследствии издал очерк грамматики северомансийского диалекта, содержащий подробное описание его фонетики.
Исследованием обско-угорских языков плодотворно занимался немецкий учёный В.-К. Штейниц. Значимой является, например, его работа по истории гласных мансийского языка, созданная на основе того, что собрали венгерские и финские учёные за предыдущие столетия.
Отдельные мансийские слова (в основном это названия предметов) появились в хрониках на русском языке ещё в XVI—XVII веках. Из XVIII века известны словники, содержащие мансийские слова из разных диалектов. Они были составлены в основном путешественниками, побывавшими у манси.
Попытки создания письменности для мансийского языка были предприняты уже в конце XIX века миссионерами, переводившими на мансийский язык, во многом благодаря помощи знавших русский язык манси, священные писания. Так, в Лондоне в 1868 г. был издан перевод Евангелие от Матфея Г. попова на кондинском диалекте мансийского языка. Во второй половине этого века были открыты школы для манси и епископом Никанором был составлен для них букварь, изданный в Москве в 1903 г. В его составлении принимал участие манси Н. Я. Бахтияров.
В советское время началось усиленное изучение мансийского языка, проводимое в условиях полевой работы: языковеды отправлялись в области расселения манси и собирали сведения о их жизни и языке. В 1930—1932 гг. научно-исследовательским объединением при Институте народов Севера в Ленинграде был окончательно определён звуковой состав мансийского языка, создана письменность для него и было принято решение, какой диалект должен стать опорным для дальнейшей работы. Первый очерк научной грамматики мансийского языка был составлен В. Н. Чернецовым и издан в сборнике «Языки и письменности народов Севера».
В послевоенные годы работу по изучению мансийского языка продолжили А. Н. Баландин и М. П. Вахрушева, составившие учебное пособие по языку для училищ. Дальнейшее исследование проводилось при институте АН СССР Е. И. Ромбандеевой, написавшей несколько книг о мансийском языке. Начиная с 50-х годов значительно возросло количество издаваемой литературы на мансийском языке. Среди получивших образование манси появились писатели и поэты, писавшие на родном языке; среди них отдельно стоит отметить Ювана Шесталова.

## Пример языка
Отрывок из Всеобщей декларации прав человека на северномансийском диалекте:
- Ма̄ янытыл о̄лнэ мир пуссын аквхольт самын патэ̄гыт, аквте̄м вос о̄лэ̄гыт, аквте̄м нё̄тмил вос кинсэ̄гыт. Та̄н пуӈк о̄ньщēгыт, номсуӈкве ве̄рме̄гыт, э̄сырма о̄ньщэ̄гыт, халанылт ягпыгыӈыщ-яга̄гиӈыщ вос о̄лэ̄гыт. (прослушать: о файле)

## Комментарии
1. ↑  Есть этимологии и из других сибирских языков.Мамонт // Этимологический словарь русского языка = Russisches etymologisches Wörterbuch : в 4 т. / авт.-сост. М. Фасмер ; пер. с нем. и доп. чл.‑кор. АН СССР О. Н. Трубачёва, под ред. и с предисл. проф. Б. А. Ларина [т. I]. — Изд. 2-е, стер. — М. : Прогресс, 1986—1987.